# Francis Holl
Francis Holl, född 4 juli 1845, död 31 juli 1888, var en brittisk målare.
Francis Holl debuterade som genremålare. Under senare år gjorde han sig även känd för sina spirituella porträtt, energiskt genomförda och kraftiga i färgerna. Holl verkade även flitigt som illustratör, bland annat i The Graphic.